# Titus Corlățean

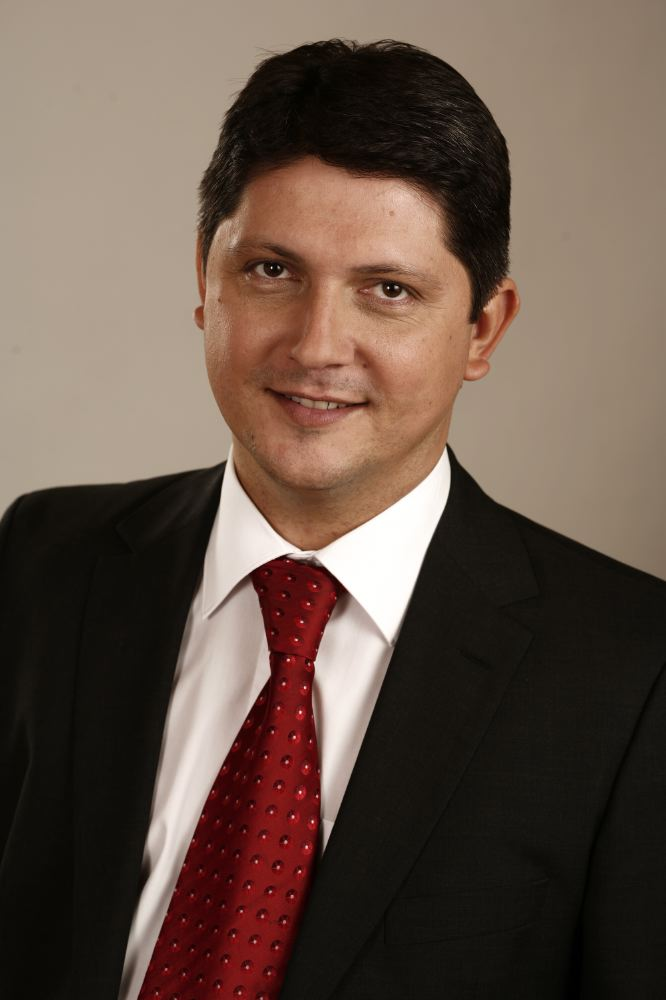
Titus Corlățean (2008)

Titus Corlățean (* 11. Januar 1968 in Medgidia, Rumänien) ist ein rumänischer Politiker und war 2007 Mitglied des Europäischen Parlaments für die Sozialdemokratische Partei (rumänisch Partidul Social Democrat).
Im Zuge der Aufnahme Rumäniens in die Europäische Union gehörte er vom 1. Januar bis zum 8. März 2007 dem Europäischen Parlament an und war dort Mitglied in der Sozialdemokratischen Fraktion im Europäischen Parlament. Am 9. März 2007 rückte für ihn Vasile Pușcaș ins Europäische Parlament nach.
Am 7. Mai 2012 wurde Titus Corlățean zum rumänischen Justizminister, am 6. August 2012 zum Außenminister im Kabinett Ponta bestimmt. Seine Amtszeit fiel in die Zeit der Staatskrise in Rumänien 2012.

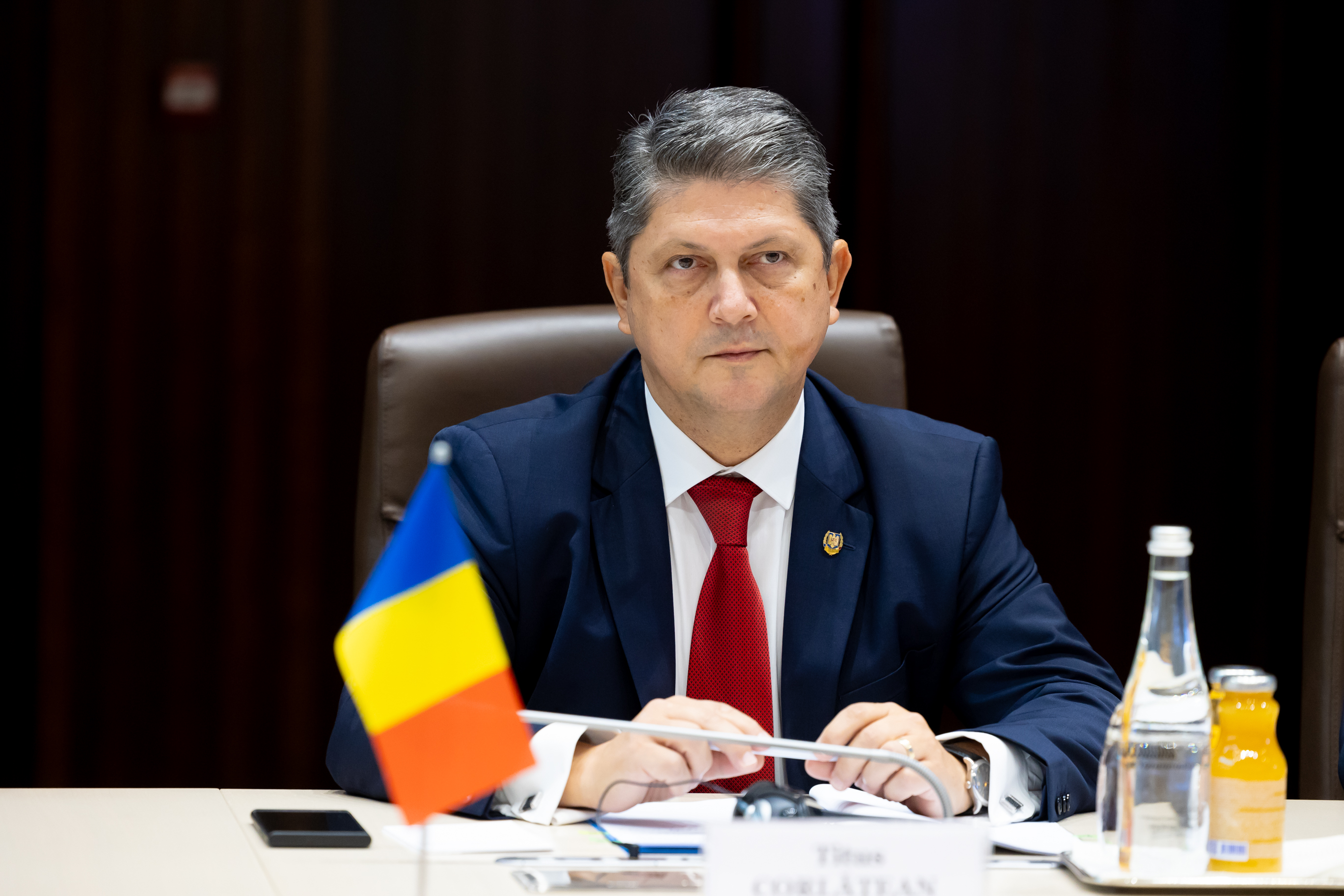
Corlățean in der Republik Moldau als Senator am 15. Oktober 2024

Am 10. November 2014 trat er wegen unüberwindlicher Differenzen mit Ministerpräsident Victor Ponta in Bezug auf den Wahlmodus für Auslandsrumänen bei der anstehenden Präsidentschaftswahl zurück. Zum Nachfolger wurde Teodor Meleșcanu gewählt.